# Neustädter Rathaus (Dresden)
Mit Neustädter Rathaus werden mehrere nacheinander errichtete Rathäuser im Dresdner Stadtteil Innere Neustadt bezeichnet.

## Erste Bauten

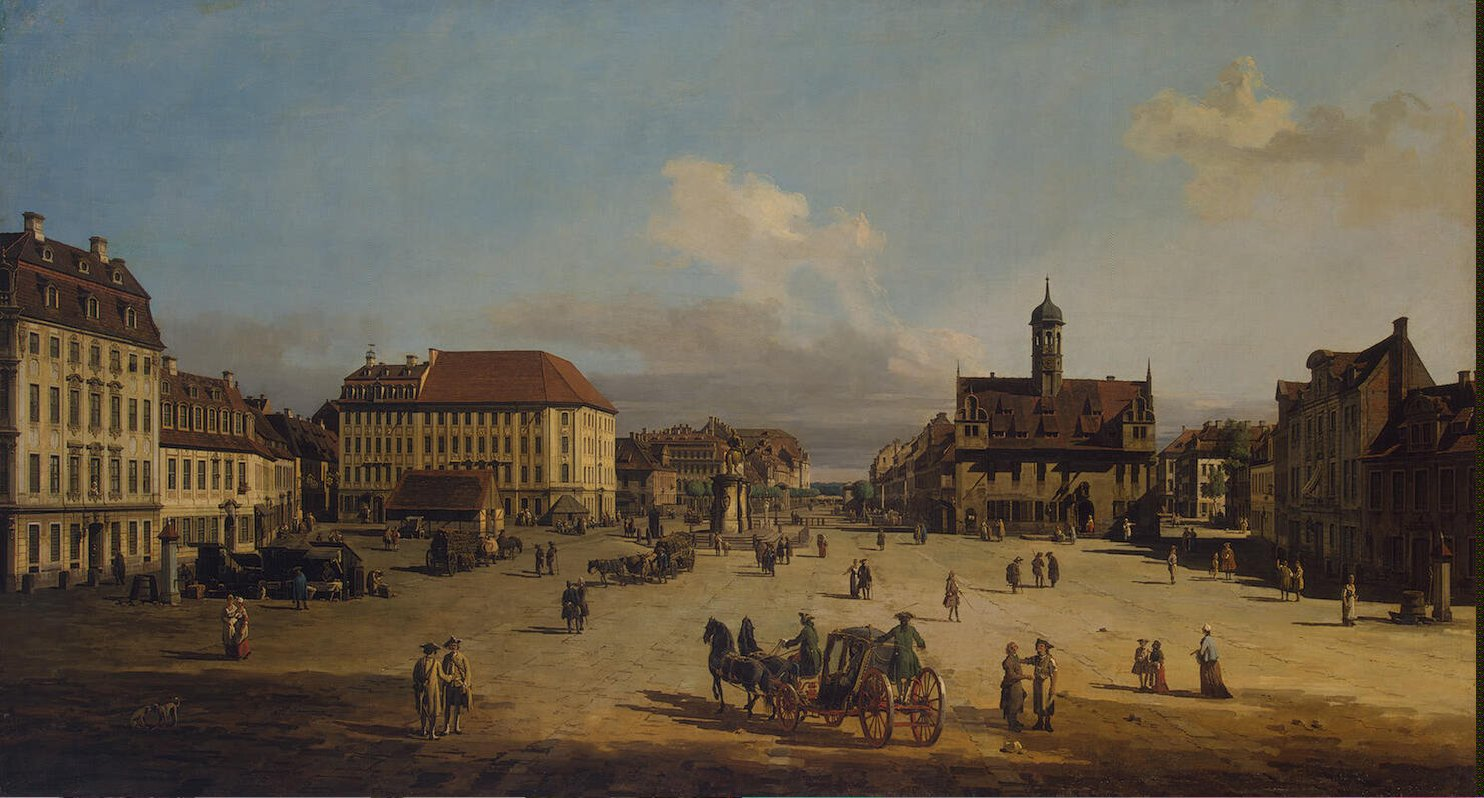
Bernardo Bellotto (Canaletto), Dresden, Neustadt, Marktplatz mit Rathaus

Das erste Rathaus in der zur damaligen Zeit selbständigen Stadt Altendresden wurde im Jahr 1455 erstmals urkundlich erwähnt. Von 1527 bis 1528 wurde es nach Entwürfen von Melchior Trost neu errichtet. Es stand freistehend auf dem Neustädter Markt zwischen der Hauptstraße und der Kasernenstraße.
Der Bau war zweigeschossig. Er hatte an den Seitenfronten Renaissancegiebel und ein hohes Dach. Darauf saß ein Glockenturm mit einer Zwiebelkuppe. Im ersten Geschoss befand sich die große Ratsstube und im Untergeschoss der Ratskeller. Hier durfte ein Pächter Bier und Wein ausschenken.
An der Rückseite des Rathauses waren Brot- und Fleischerbänke angebracht, an denen Bäcker und Fleischer ihre Waren anboten.
Nach dem Zusammenschluss von Altendresden mit dem benachbarten Dresden im Jahre 1549 wurde das Rathaus als Gerichtsstätte weitergenutzt. 1677 wurde es restauriert; den großen Stadtbrand im Jahre 1685 überstand das Gebäude unbeschadet. Ende der 1770er Jahre trug man das Gebäude aber ab, da mit dem Ausbau der Dresdner Neustadt bereits ein neues Rathaus gebaut wurde.

## Zweiter Rathausbau

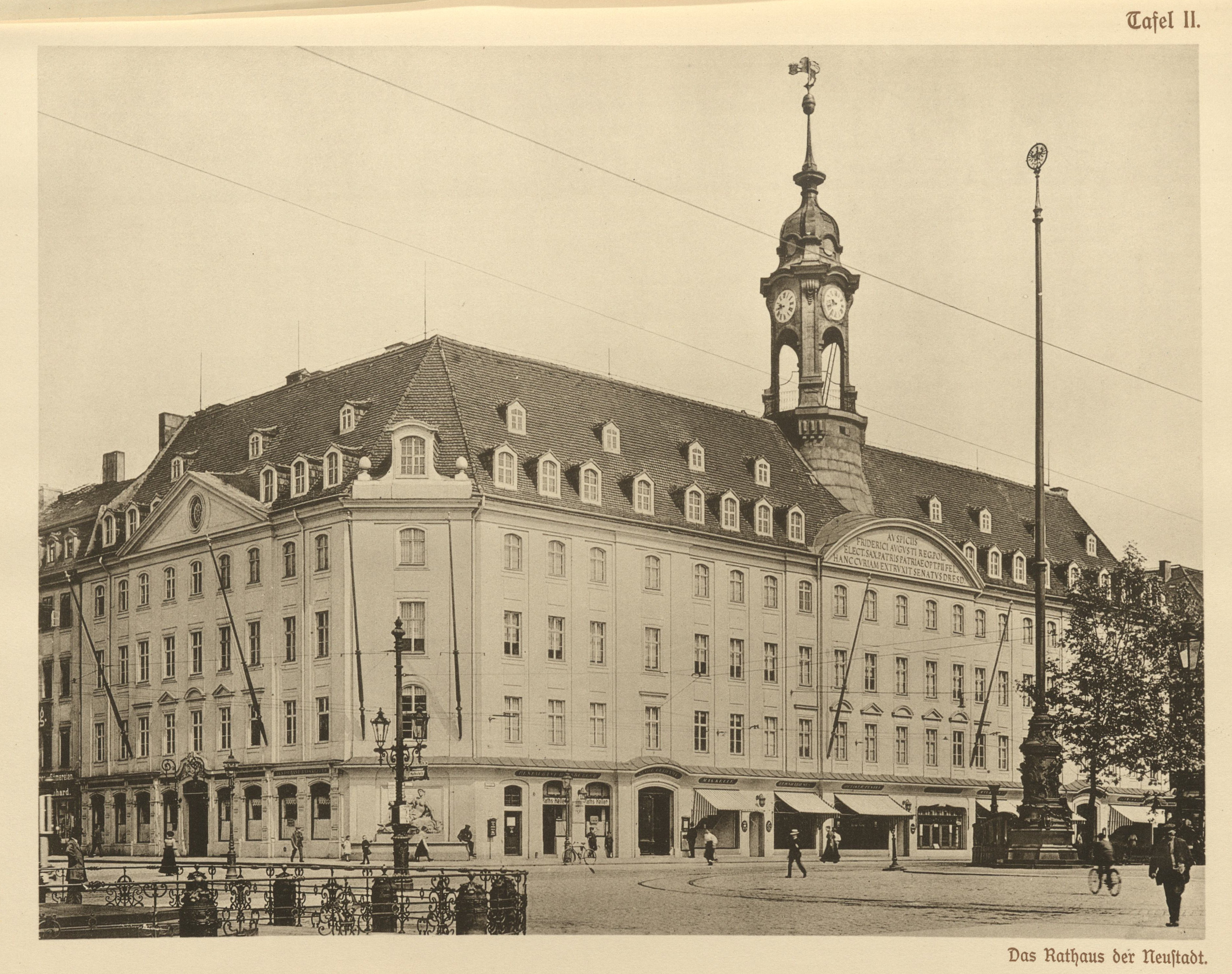
Neustädter Rathaus, um 1913

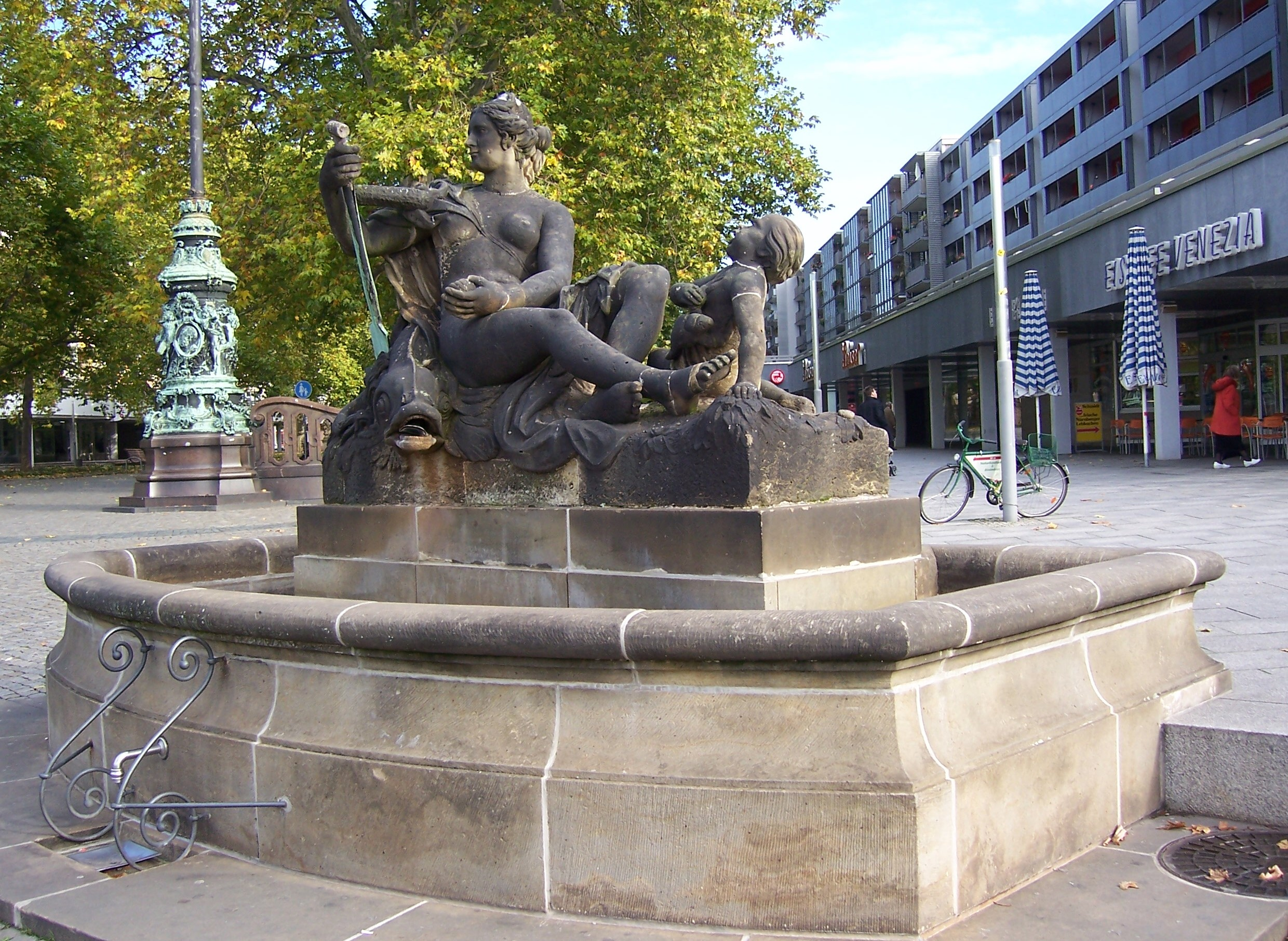
Nymphenbrunnen, das Gegenstück befand sich am Neustädter Rathaus

Das neue Rathaus wurde am Standort des beim Stadtbrand 1685 abgebrannten Malz- und Brauhauses errichtet. Die Planungen zum Bau begannen im Jahre 1732. Der Ratsmaurermeister Johann Christoph Berger (1708–1760) und der Ratszimmermeister George Friedrich Winckler (1704–1762) errichteten das neue Rathaus in den Jahren 1750 bis 1754. Der Entwurf stammt von Johann Gottfried Fehre, überarbeitet wurde er von Johann Christoph Knöffel.
Der schlichte Rathausbau war viergeschossig und durch Lisenen gegliedert. Neun Fenster zeigten zum Neustädter Markt und 21 Fenster zur Hauptstraße. Der dritte Flügel lag am Rathausgässchen. Auf dem hohen Dach saß ein Dachreiter. Die Ecke zum Neustädter Markt war abgeschrägt. Hier befand sich einer der beiden Nymphenbrunnen von Johann Benjamin Thomae. Kopien der Brunnen stehen heute am Eingang der Hauptstraße.
Im Rathaus war das Neustädter Stadtgericht untergebracht sowie Säle für Gewandschneider und Tuchhändler. Im Untergeschoss war wieder der Ratskeller untergebracht sowie die Brot- und Fleischbänke. Diese wurden 1868 bis 1870 zu Geschäften umgebaut. Außerdem befand sich das städtische Leihhaus im Rathaus.
Im Februar 1945 bei den  Luftangriffen auf Dresden brannte das Rathaus aus. Die Ruine wurde 1950 gesprengt.
Nach dem Wiederaufbau der Hauptstraße wurde in den Kellergewölben die Gastwirtschaft „Meißner Weinkeller“ eingerichtet.

## Wiederaufbaubestrebungen
Inzwischen hat sich in Dresden eine Bürgerinitiative zum Wiederaufbau des Rathauses gegründet. Das Gebäude soll originalgetreu rekonstruiert werden, im Inneren soll es allerdings eine moderne Nutzung erhalten. Zu diesem Zweck sucht die Initiative einen Investor, der die Baukosten übernimmt. Außerdem werden zurzeit maßstabsgetreue Pläne des Neustädter Rathauses angefertigt.